# Maria Luisa Gabriella von Savoyen (1729–1767)

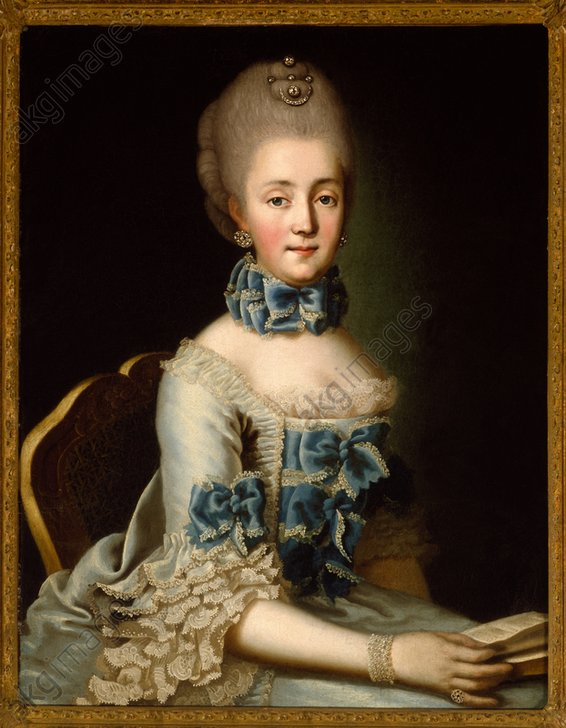
Maria Luisa (von Giuseppe Duprá)

Maria Luisa Gabriella von Savoyen (* 25. März 1729 in Turin; † 22. August 1767 in Chieri) war eine Prinzessin des Königreichs Sardinien.

## Biografie
Sie war eine Tochter von König Carlo Emanuele III. von Savoyen und seiner zweiten Frau Polyxena von Hessen-Rotenburg (in Italien Polyxena d’Assia genannt). Sie wurde im Königspalast von Turin geboren und nach ihrer Tante mütterlicherseits, Maria Luisa Gabriella von Savoyen, der Ehefrau König Philipps V. von Spanien, benannt. Im Alter von fünf Jahren verlor sie ihre Mutter. Sie war ursprünglich dazu bestimmt, den Dauphin Louis Ferdinand, Sohn des französischen Königs Louis XV., zu heiraten, aber die Eheverhandlungen scheiterten und der Prinz heiratete schließlich die spanische Infantin Maria Theresia. Maria Luisa wurde daraufhin Nonne im Kloster Sant’Andrea in Chieri, wo sie 1767 im Alter von 38 Jahren starb.